# 関元彩水
関元 彩水（せきもと あやみ、1996年（平成8年）9月13日 - ）は、日本の女優。茨城県出身。

## 人物
特技はピアノと日常会話レベルの英会話。
趣味はギター、洋服リメイク、映画鑑賞。
スリーサイズはB85.W62.H88 靴のサイズは24cm。
英検2級の資格を持つ。

## 出演
- 欅坂46ライブジャック2018VTR クラスメイト役
- ヒルナンデス!（2018年11月・2021年12月6日、[1]日本テレビ） - 企画コーナーVTR
- YouTube OLDROOTS 「0」ゼロ - 出られない家 -（2020年9月）
- YouTubeオカルトバラエティ OCCULTY 全力心霊スポット 洞坂（2020年12月）

### CM
- 北陸銀行「銀行は銀考だ」篇（2020年12月）
- レオパレス21WebCM 「とにかくラクダレオパレス」（2021年1月）